# GEGL
GEGL (Generic Graphical Library) är ett programbibliotek under utveckling för bildbehandlingsprogram. GEGL är främst utvecklat för att tillhandahålla deep color-stöd (d.v.s. stöd för bilder med fler än 8 bitar per färgkanal) till GIMP, men kan användas även av annan mjukvara.
GEGL använder träd av bildoperationer (operators) som är sammanlänkade och drivs av en on-demand modell där beräkningsarbete utförs endast om det är nödvändigt. Detta möjliggör funktionalitet som exempelvis snabba förhandsvisningar medan man redigerar, för att sedan göra samma operation i full upplösning för den slutliga bilden. Operationerna kan vara av enkel art, som till exempel "addera" (som tar två indata) eller "premultiply by alpha" (som tar ett indata), eller mer komplexa, som färgrymdskonverteringar.
GEGL kommer också att tillhandahålla ett allmänt sätt att behandla färgrymder. Idén är att de fundamentala operationerna är abstraherade från programmet i fråga; GEGL tillåter optimerat och kraftullt utnyttjande av godtyckliga färgdata, med valmöjlighet för SIMD-stöd. Detta tillåter en applikation att effektivt stödja ett brett spektrum av färgrymder (från 8-bitar RGB till full flyttal CMYK) med minimal kod hos själva värdprogrammet.
GEGL var inledningsvis tänkt för att användas till GIMP 2.0, men är fortfarande långt ifrån klart.